# H2G2 : Le Guide du voyageur galactique
Pour les articles homonymes, voir Le Guide du voyageur galactique.
Pour plus de détails, voir Fiche technique et Distribution.
H2G2 : Le Guide du voyageur galactique, ou Le Guide galactique au Québec (The Hitchhiker's Guide to the Galaxy), est un film de comédie et de science-fiction britanno-américain réalisé par Garth Jennings, sorti en 2005. Adapté de l'œuvre originale de Douglas Adams : le livre Le Guide du voyageur galactique, premier tome de la saga du même nom, publié en 1979, lui-même adapté de la série radiophonique anglaise de Douglas Adams.
En un quart d'heure, la vie du Britannique Arthur Dent (nommé Arthur Accroc dans la traduction française du livre) est bouleversée : sa maison va être détruite pour être remplacée par un échangeur routier, et la Terre va également être détruite par les Vogons pour créer une voie express hyperspatiale. Il est sauvé par son ami Ford Prefect (en français Ford Escort), un extraterrestre auto-stoppeur. Finissant par atterrir sur le vaisseau Cœur en Or, ils vont aider le président de la galaxie Zaphod Beeblebrox (en français Zappy Bibicy) à trouver la réponse à la grande question sur la vie, l'univers et le reste.

## Synopsis
La Terre est sur le point d'être détruite. Les dauphins, deuxième espèce la plus intelligente vivant sur Terre, mais plus intelligents que les hommes, ont tenté de prévenir les humains que la planète allait être détruite dans peu de temps. Voyant qu'ils ne parvenaient pas à se faire comprendre malgré leurs tentatives de les avertir du danger que les hommes ont interprété comme étant autre chose de divertissant, ils ont fini par quitter la planète Terre par leurs propres moyens sur la phrase « salut, et encore merci pour le poisson » (« So long, and thanks for all the fish »).
Au matin, Arthur Dent découvre à son réveil que sa maison va être démolie pour faire place à une déviation et tente en vain de lutter contre les démolisseurs. Il est rejoint par son ami Ford Prefect, qui parvient à l’emmener au pub pour lui parler, et lui explique qu'il est un extraterrestre et que la Terre va être détruite dans douze minutes. Arthur lui explique qu'il est amoureux de Tricia McMillan, une fille rencontrée lors d'une soirée et qui, face à son refus de partir sur-le-champ à Madagascar, est partie avec un homme disant venir d'une autre planète. Voyant sa maison détruite en revenant du pub, Arthur est effondré, mais est distrait par l'arrivée d'un gigantesque vaisseau dans le ciel. Le grand Prostetnik Vogon Jeltz (en français le Sahlu-légat vogon Sthyr), dans un des vaisseaux, annonce alors aux Terriens qu'ils vont détruire leur planète pour la construction d'une voie express hyperspatiale. Cependant, Ford sauve son ami Arthur en se faisant tous deux prendre en stop clandestinement par le vaisseau spatial Vogon avant la destruction de la Terre. La Terre est alors administrativement et physiquement détruite par une immense flotte Vogon.
Sur le vaisseau, Ford apprend à Arthur la nouvelle de la destruction de la Terre dans les toilettes dans lesquelles ils se sont réveillés à bord du vaisseau Vogon, puis lui montre l'œuvre de sa vie en se présentant comme en étant l'auteur : le livre électronique Le Guide du Voyageur Galactique - présentant les mots pas de panique sur la couverture, ce qui lui a valu un grand succès dans la galaxie. Ce livre est pourvu d'une interface épurée en couleurs pastel et de dessins animés aux graphismes simplistes, associés à une lecture audio. Arthur consulte plusieurs sujets comme les Vogons et découvre combien ce livre est explicite. Ford tente de leur faire quitter les toilettes dans lesquelles les deux auto-stoppeurs ont atterri, craignant l'ire des Vogons connus pour ne pas aimer les auto-stoppeurs clandestins, mais ils sont repérés puis capturés peu après que Ford a donné à Arthur un Babel fish : un poisson à mettre dans l'oreille traduisant automatiquement tout ce qui est dit. Arthur et Ford sont emmenés devant le chef Vogon du vaisseau qui, en mal de public et de reconnaissance poétique, leur récite alors un de ses poèmes, ce que le guide avait présenté à Arthur comme un danger terrible digne des pires tortures du fait de la nullité générale de la poésie vogone. Alors qu'Arthur énonce sous la contrainte son avis conformément à la demande de l'auteur, tout en dissimulant combien le poème fut piteux, le Vogon, de dépit, les fait jeter dans le vide spatial, déçu qu'Arthur l'ait décrit comme un méchant ne demandant en fait qu'à être aimé.
Cependant, le vaisseau Cœur en Or apparaît près de l'endroit exact où ils ont été projetés, à portée de vaisseau-stop les sauvant ainsi d'une mort certaine par asphyxie. À son bord, se trouve Tricia, avec l'homme qui l'a jadis emmenée, qui est actuellement le président de la galaxie, Zaphod Beeblebrox, un excentrique irresponsable qui s'est enfui à bord du splendide vaisseau Cœur en Or le jour de l'inauguration de ce dernier, faisant ainsi croire à son enlèvement présidentiel. Sur ordre, l’androïde Marvin va chercher Arthur et Ford, leurs indésirables et supposés inconnus vaisseau-stoppeurs fraîchement sauvés du vide spatial dont ils ignorent tout de l'identité. Une fois tous réunis, cela tourne aux présentations et retrouvailles, où l'on apprend que Ford est le « demi-cousin » de Zaphod. Zaphod dévoile qu'il a désormais deux têtes pour "gérer" la galaxie, l'autre étant plus agressive. Arthur, content de retrouver Tricia, n'arrive pas à lui faire part de la destruction de la Terre, car menacé par Zaphod. Mais le vaisseau est retrouvé par les Vogons représentant le gouvernement de la galaxie qui tentent de retrouver le président administrativement supposé enlevé. Le Coeur en Or prend la fuite dans l'hyperespace.
Zaphod explique sa quête : jadis sur Magrathea, un antique ordinateur puissant nommé Compute-Un Pensée Profonde a été conçu pour trouver la réponse à « la vie, l'univers et le reste » et, après des millions d'années de réflexion, en a déduit : 42. Le problème est que personne ne sait précisément à quelle question elle répond. Le super ordinateur a chargé deux prêtresses de parcourirt un nouveau super ordinateur, plus puissant, conçu par Pensée Profonde, dont le nom est effacé des archives que regardent les quatre protagonistes. Zaphod décide de se rendre sur Magrathea pour accomplir son voeu. Pour cela, il actionne le générateur d'improbabilité du vaisseau, une nouvelle technologie basée sur l'improbabilité - ce qui a permis de sauver Ford et Arthur du vide spatial dû à une très forte improbabilité à être sauvés - qui permet de franchir l'hyperespace sans le parcourir, pour s'y rendre plus rapidement. Cependant, ils arrivent - par accident - sur la planète Viltvodle VI où Zaphod décide de s'arrêter pour régler un compte avec Humma Kavula son ancien adversaire qui est le perdant de la dernière élection présidentielle galactique.
Celui-ci, après avoir prêché le grand mouchoir à ses ouailles, reçoit et écoute Zaphod et ses amis, mais ayant ses propres projets, il prend une de ses deux moitiés de têtes de Zaphod en otage, et donne les coordonnées de la planète qu'ils cherchent tous en échange d'un rare fusil très particulier qui n'est possible de trouver que sur la même planète que cherchent Zaphod et ses amis, car il souhaite se l'approprier pour accomplir ses desseins. Cependant en retournant vers leur moyen de transport, les Vogons débarquent en force et Tricia est arrêtée pour enlèvement présidentiel. Alors qu'Arthur demande à suivre les vaisseaux Vogons pour retrouver sa bien-aimée, le jovial ordinateur de bord lui apprend qu'ils devront utiliser la nacelle de survie pour cela, car le système de guidage principal du Cœur en Or est actuellement désactivé par deux souris se trouvant à bord.
Une fois arrivés à destination sur Vogsphère la planète des Vogons où Tricia a été emmenée, les voyageurs sont confrontés à de mystérieuses créatures à appendice en forme de tapettes surgissant du sol en les frappant au visage à chaque fois qu'une idée leur traverse l'esprit, puis à l'étrangeté et la lenteur du système administratif Vogon dont ils doivent faire usage pour libérer Tricia qui a été administrativement condamnée à mort après avoir été accusée à tort d'avoir enlevé le président de la galaxie. Après avoir dû remplir des formulaires, ils arrivent néanmoins à la libérer par une habile démarche administrative au dernier moment interrompant ainsi son exécution qui venait de débuter. Tricia est en colère contre Zaphod, qui a, comme elle vient de l'apprendre, par négligence autorisé la destruction de sa planète natale la Terre, et contre Arthur qui ne l'a pas informée de cette récente destruction. Tous ensemble repartent de Vogsphère vers leur vaisseau, laissant les Vogons à leur pause déjeuner.
Ils repartent alors vers la planète devant les mener là où est installé l'ordinateur Pensée profonde en utilisant le générateur d'improbabilité. Arrivés en orbite de Magrathea, ils sont pris pour cible par deux missiles envoyés par la sécurité planétaire. N'ayant aucun moyen d'échapper à la mort certaine, Arthur active à nouveau le générateur d'improbabilité qui transforme les missiles en un pot de pétunia et un cachalot. La pauvre créature s'écrase sur la planète au moment de sa prise de conscience et il en est de même pour le pot de pétunia. Les protagonistes ont atterris sur la planète et arrivent face à trois portails. Ford, Zaphod et Tricia en empruntent un et arrivent enfin devant l'ordinateur, mais Arthur n'a pas le courage de les suivre et reste sur place à subir le froid.
L'ordinateur explique aux trois larrons qu'il avait élaboré un système approprié pour trouver la question, mais que ce monde a été détruit « pour la construction d'une voie express hyperspatiale » (en d'autres termes, la Terre). Ils s'emparent du fusil dont ils découvrent la nature : c'est un fusil « à point de vue partagé de force » qui, en tirant sur quelqu'un, ce dernier partage le même point de vue que son tireur. Tricia tire plusieurs fois sur Zaphod pour lui faire comprendre qu'elle est en réalité amoureuse d'Arthur. Mais ils sont séquestrés par des souris.
Pendant ce temps, un homme mystérieux du nom de Slartibartfast, incite Arthur à le suivre dans un autre portail. Slartibartfast est en réalité un  concepteur de mondes et fait découvrir à Arthur ce qui se révèle être une usine de fabrication de planètes. Ils arrivent sur une seconde version de la Terre (identique à la précédente) que les ouvriers finalisent. Le concepteur explique en cours de chemin que cette création est une commande des souris. En fait, les humains étaient des cobayes pour trouver le sens de la vie. 
Arthur, arrivant dans sa nouvelle maison sur la Terre version 2, retrouve ses amis et les souris qui se révèlent être des êtres à l'origine de la construction de pensée profonde. Elles expliquent alors qu'elles souhaitent trouver la question, et tentent de s'emparer de force du cerveau d'Arthur, dont elles ont besoin. Arthur tente de les décourager en expliquant qu'il a une question et une réponse qu'il a trouvé durant son voyage forcé dans la galaxie : il est amoureux de Tricia. Arthur réussit à les empêcher et les tue. Au même moment, les Vogons encerclent la maison d'Arthur. Une fusillade éclate, l'androïde Marvin est touché à la tête et s'effondre. Arthur, Tricia, Ford et Zaphod se réfugient dans la caravane d'Arthur prise pour cible par les Vogons. Marvin se relève et de les neutralise avec le fusil à point de vue. Ces derniers s'effondrent très démoralisés et dépressifs. Ils sont évacués par les ouvriers. 
Malgré les incidents, la nouvelle Terre est prête. Arthur décide alors de ne pas rester sur Terre, où la vie reprend son cours, mais de partir avec ses nouveaux amis et sa nouvelle amie vers de nouvelles aventures. Cependant, durant le générique, on apprend qu'une parole d'Arthur prononcée à la fin du film "Je ne vais jamais quelque part sans ma serviette", a provoquée une guerre galactique contre la Terre, menace qui est heureusement neutralisée...

## Fiche technique
Sauf indication contraire, les informations mentionnées dans cette section peuvent être confirmées par les bases de données cinématographiques IMDb et Allociné,  présentes dans la section « Liens externes ».
- Titre original : The Hitchhiker's Guide to the Galaxy
- Titre français : H2G2 : Le Guide du voyageur galactique
- Titre québécois : Le Guide galactique[1]
- Réalisation : Garth Jennings
- Scénario : Douglas Adams, Garth Jennings et Karey Kirkpatrick[2], d'après le roman Le Guide du voyageur galactique de Douglas Adams
- Musique : Joby Talbot
- Direction artistique : Alan Cassie, Daniel May, Phil Sims, Andy Thomson et Frank Walsh
- Décors : Joel Collins
- Costumes : Sammy Sheldon
- Photographie : Igor Jadue-Lillo
- Son : Tim Cavagin, David E. Fluhr, Steve Single, Ian Wilson
- Montage : Niven Howie (de)
- Casting : Marcia Ross
- Production : Gary Barber, Roger Birnbaum, Jonathan Glickman, Nick Goldsmith et Jay Roach
  - Production déléguée : Douglas Adams[N 1], Derek Evans et Robbie Stamp
  - Coproduction : Todd Arnow, Caroline Hewitt et Rebekah Rudd
- Sociétés de production :
  - États-Unis : Everyman Pictures, présenté par Spyglass Entertainment et Touchstone Pictures
  - Royaume-Uni : Hammer & Tongs
- Sociétés de distribution : Buena Vista Pictures (États-Unis) ; Buena Vista International (Royaume-Uni, France, Suisse romande)
- Budget : 50 millions de $[3],[4]
- Pays de production :  États-Unis,  Royaume-Uni
- Langues originales : anglais américain et britannique
- Format : couleur (Technicolor) — 35 mm — 2,39:1 / 2,35:1 (Panavision) — son Dolby Digital / SDDS / DTS
- Genre : science-fiction, aventure, comédie
- Durée : 109 minutes
- Dates de sortie[5] :
  - Royaume-Uni : 28 avril 2005
  - États-Unis, Québec : 29 avril 2005[1]
  - France, Belgique, Suisse romande : 17 août 2005[6],[7],[8]
- Classification :
  - États-Unis : certaines scènes ou propos sont susceptibles de heurter la sensibilité des plus jeunes - accord parental souhaitable (PG - Parental Guidance Suggested)[N 2]
  - Royaume-Uni : pour un public de 8 ans et plus - accord parental souhaitable (PG - Parental Guidance)
  - France : tous publics[9]
  - Belgique : tous publics (Alle Leeftijden)[7]
  - Suisse romande : interdit aux moins de 7 ans[10]
  - Québec : tous publics (G - General Rating)[1]

## Distribution
- Martin Freeman (VF : Rémi Bichet ; VQ : Alain Zouvi) : Arthur Dent
- Mos Def (VF : Frantz Confiac ; VQ : François Godin) : Ford Prefect
- Sam Rockwell (VF : Gérard Darier ; VQ : Gilbert Lachance) : Zaphod Beeblebrox
- Zooey Deschanel (VF : Céline Mauge ; VQ : Michèle Lituac) : Tricia McMillan, alias « Trillian »
- Bill Nighy (VF : Georges Claisse ; VQ : Daniel Picard) : Slartibartfast
- Warwick Davis : Marvin
- Alan Rickman (VF : François Dunoyer ; VQ : Jacques Lavallée) : Marvin (voix)
- Anna Chancellor (VF : Françoise Cadol ; VQ : Marika Lhoumeau) : Questular Rontok
- Helen Mirren (VF : Annie Le Youdec) : voix de Pensée profonde (Deep Thought en VO)
- Stephen Fry (VF : Michel Elias ; VQ : Guy Nadon) : le narrateur / le Guide (voix)
- Simon Jones (VF : Yves Pignot) : Ghostly Image (voix)
- John Malkovich (VF : Edgar Givry ; VQ : Luis de Cespedes) : Humma Kavula
- Thomas Lennon (VF : Emmanuel Curtil) : Eddie, l'ordinateur de bord (voix)
- Kelly Macdonald : Reporter
- Richard Griffiths (VF : Jean-Michel Farcy ; VQ : Yves Massicotte) : Jeltz (voix)
- Ian McNeice (VF : Michel Paulin ; VQ : Vincent Davy) : Kwaltz (voix)
- Bill Bailey (VF : Guillaume Lebon) : le cachalot (voix)
- Mak Wilson : interprète Vogon (voix)
- Peter Burroughs : Marvin[N 3]
- Garth Jennings : voix de Frankie Mouse[N 3]
- Zoe Kubaisi : voix de Benjy Mouse[N 3]
- Jason Schwartzman : Gag Halfrunt[N 3]
- Edgar Wright : Deep Thought Technician[N 3]

Sources et légende : version françaises (VF) version québécoise (VQ)

## Production

### Tournage
Le tournage du film a débuté le 19 avril 2004 et s'est déroulé au Royaume-Uni et en Espagne, pour se finir le 20 août 2004, s'étalant sur quatre mois.

#### Lieux de tournage
- Beehive Pub, Hare Street, Nr Buntingford, Hertfordshire, Angleterre,  Royaume-Uni
- Cwar yr Hendre, Trefil, Blaenau Gwent, Pays de Galles,  Royaume-Uni
- Elstree Studios, Borehamwood, Hertfordshire, Angleterre,  Royaume-Uni
- Angleterre,  Royaume-Uni
- Londres, Angleterre,  Royaume-Uni
- Loro Parque, Tenerife, Îles Canaries,  Espagne
- Moorgate Underground Station, Londres, Angleterre,  Royaume-Uni
- Tenerife, Îles Canaries,  Espagne
- Pays de Galles,  Royaume-Uni

## Accueil

### Accueil critique
- H2G2 : le Guide du voyageur galactique a rencontré à sa sortie en salles un succès critique modéré dans les pays anglophones. Ainsi, le site Rotten Tomatoes lui attribue un pourcentage de 60 %, basé sur 193 commentaires et une note moyenne de 6.1⁄10 dans la catégorie All Critics et un pourcentage de 54 %, basé sur 35 commentaires et une note moyenne de 6.0⁄10 sur le site Top Critics[15], tandis que le site Metacritic lui attribue une moyenne de 63⁄100, basé sur 37 commentaires[16].
- Lors de la cérémonie de The Stinkers Bad Movie Awards en 2005, Neil Hannon est nommé pour la pire chanson So Long and Thanks For All the Fish[17].

### Box-office
| Pays ou région | Box-office      | Date d'arrêt du box-office | Nombre de semaines |
| -------------- | --------------- | -------------------------- | ------------------ |
| Mondial        | 104 478 416 $   | 4 décembre 2005            | -                  |
| États-Unis     | 51 085 416 $    | 21 juillet 2005            | 12                 |
| France         | 525 451 entrées | 19 octobre 2005            | 10                 |

H2G2 réalise un excellent démarrage au box-office américain avec une première place dès sa première semaine d'exploitation avec 25,9 millions de dollars de recettes. Le film parvient à se maintenir dans le top 10 les trois semaines suivantes, pour finir avec 51 millions de dollars de recettes aux États-Unis.
Le film récolte au box-office international des bénéfices de 53,3 millions de dollars, obtenant son plus grand succès au Royaume-Uni (20,3 millions de dollars de recettes).
En France, H2G2 démarre à la cinquième place du box-office avec 240 257 entrées cumulées en première semaine, pour finir après dix semaines à l'affiche avec plus d'un demi-million d'entrées.

## Distinctions

### Récompense
- Golden Trailer Awards 2005 : bande-annonce la plus originale

### Nominations

#### 2005
- Casting Society of America : meilleur casting pour un film de comédie pour Marcia Ross
- Golden Schmoes Awards : meilleur film de science-fiction de l'année
- Golden Trailer Awards : meilleure voix de doublage
- Teen Choice Awards :
  - Meilleur film d'action / aventure
  - Meilleur artiste rap dans un film pour Yasiin Bey

#### 2006
- Empire Awards :
  - Meilleure comédie
  - Meilleur film britannique
- International Online Cinema Awards (INOCA) : meilleure chanson originale (pour la chanson So Long and Thanks For All the Fish)
- Online Film and Television Association : meilleure musique, chanson originale pour Christopher Austin, Garth Jennings et Joby Talbot (pour la chanson So Long and Thanks For All the Fish)

## Éditions en vidéo
- En France, le film H2G2 : Le Guide du voyageur galactique est sorti en DVD le 15 mars 2006[22]. Par la suite, le film est sorti en Blu-ray le 21 mars 2007[23] et en VOD le 1er janvier 2015[6].
- Au Québec, le film est sorti en DVD le 13 septembre 2005[24].

## Autour du film
- Le sous-titre du film en France était « Le film à côté duquel Armageddon fait documentaire ». Ceci est un clin d'œil au film Monty Python : Sacré Graal !, dont le sous-titre était « Le film à côté duquel Ben-Hur fait documentaire ».
- La version française du film n'a pas été traduite par Jean Bonnefoy, à la différence des livres. De même, les noms des personnages ne sont pas traduits dans le film comme dans les livres dont une nouvelle édition propose désormais les noms d'origine dans la version française. La traduction québécoise, pour sa part, utilise les noms traduits d'origine.
- Sur la planète Vogon, dans la scène où Arthur, Ford et Zaphod sont aux prises avec l'administration vogon, on peut voir un robot dans la file d'attente. Ce robot est en fait Marvin tel qu'il apparaissait dans la série télévisée de 1981.
- À la fin du film, on voit le Cœur en Or qui change d'apparence comme à chaque saut dans l'espace, mais sa dernière transformation visible est le visage de Douglas Adams.